# Oekraïne op het Junior Eurovisiesongfestival
Oekraïne neemt sinds 2006 deel aan het Junior Eurovisiesongfestival.

## Geschiedenis

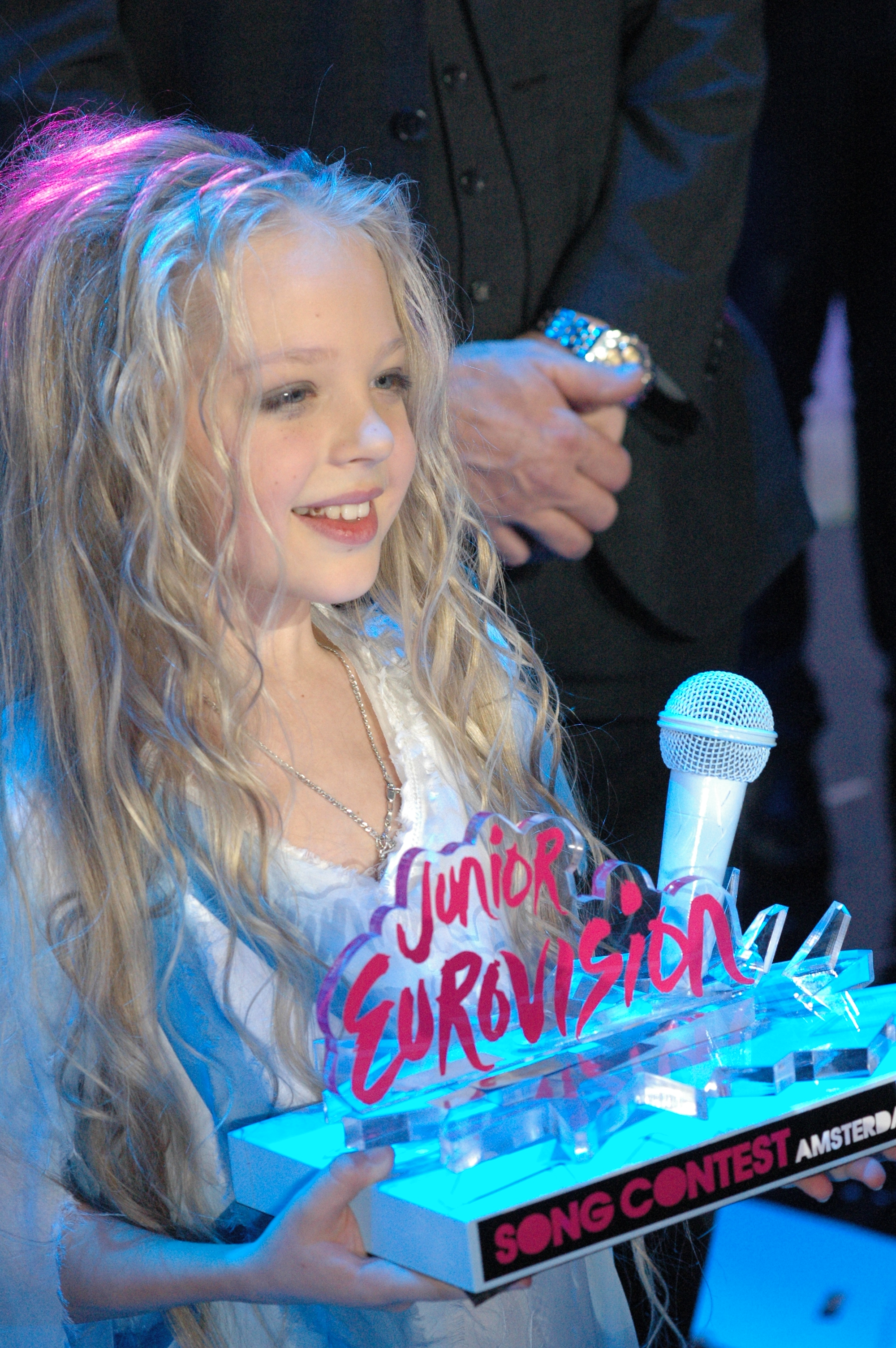
Met Anastasija Petryk won Oekraïne voor het eerst het Junior Eurovisiesongfestival.

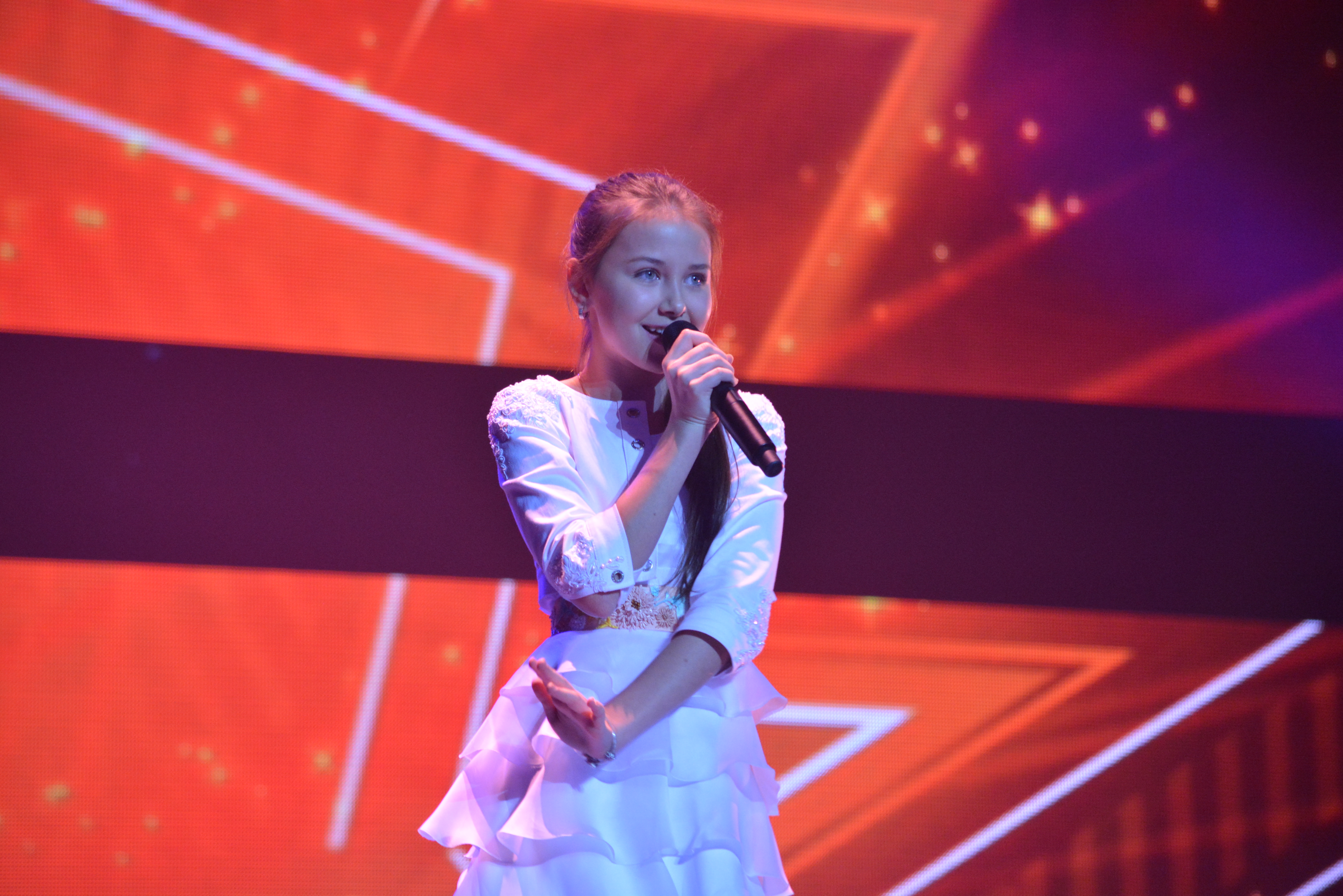
Sofija Tarasova in 2013.

Oekraïne maakte zijn debuut op het Junior Eurovisiesongfestival in 2006, in buurland Roemenië. De eerste die het land mocht vertegenwoordigen was Nazar Sljoeartsjoek, die op de negende plaats belandde. Een jaar later, in 2007, eindigde Oekraïne nogmaals als negende, dit keer met Ilona Halitska.
Het eerste grote succes boekte Oekraïne in 2008, toen het land aantrad met Viktoria Petryk. Haar liedje Matrosy kreeg 135 punten en eindigde op de tweede plaats, achter de Georgische inzending Bzikebi. Ondanks het mislopen van de overwinning werd Oekraïne aangewezen om het Junior Eurovisiesongfestival 2009 te organiseren. Het festival vond dat jaar plaats in de hoofdstad Kiev en werd gepresenteerd door Ani Lorak en Timoer Mirosjnytsjenko. Het gastland zelf werd vertegenwoordigd door Andranik Aleksanjan, die vijfde werd met het liedje Try topoli, try soermi.
In 2010 bereikte Oekraïne een dieptepunt op het Junior Eurovisiesongfestival: Joelia Goerska, die namens Oekraïne naar buurland Wit-Rusland werd gestuurd, eindigde op de laatste plaats. Haar lied Mii litak kreeg slechts 28 punten. Een eveneens tegenvallend resultaat volgde in 2011. De Oekraïense inzending van dat jaar, Kristall met het nummer Europe, werd vooraf ingeschat als een van de kanshebbers op de eindzege, maar kwam op de avond zelf niet verder dan de elfde plaats.
Na de twee matige jaren boekte Oekraïne in 2012 zijn grootste succes tot nu toe. De tienjarige Anastasija Petryk vertegenwoordigde het land in Amsterdam en ontving voor haar liedje Nebo 138 punten. Dat was ruim voldoende om het Junior Eurovisiesongfestival te winnen. Mede hierdoor mocht Oekraïne het evenement in 2013 nogmaals organiseren. Als gaststad werd opnieuw de hoofdstad Kiev aangewezen en de show werd gepresenteerd door Zlata Ohnevitsj en wederom Timoer Mirosjnytsjenko. Oekraïne zelf werd vertegenwoordigd door Sofija Tarasova met het liedje We are one. Het land kwam hiermee dicht bij een tweede overwinning op rij, maar uiteindelijk wist Malta de wedstrijd te winnen en werd Tarasova tweede.
In 2014 deed Oekraïne mee met de groep Sympho-Nick en het liedje Spring will come. Het land eindigde hiermee op de zesde plaats. In 2015 en 2016 boekte Oekraïne weer mindere resultaten, toen respectievelijk Anna Trintsjer en Sofiia Rol geen plaats bij de beste tien konden bemachtigen. Daarna werd de weg omhoog weer gevonden: in 2017 belandde Anastasija Bahinska op de zevende plaats en Darina Krasnovetska zorgde voor een vierde plaats in 2018.
Na een minder resultaat in 2019 eindigde Oekraïne de daaropvolgende editie terug in de top 10. Oleksandr Balabanov eindigde zevende in 2020.
In 2021 naam Oekraïne voor het eerst in 11 jaar nog eens deel met een lied volledig in het Oekraïens. Olena Oesenko deed het namens Oekraïne nog beter dan het jaar voordien en eindigde als zesde. Ook in de volgende twee edities eindigde Oekraïne bij de beste tien met een negenda plaats voor Zlata Djoenka in 2022 en een vijfde plaats voor Anastasia Dymyd in 2023.

## Oekraïense deelnames
| Jaar | Artiest              | Lied                    | Plaats | Punten | Taal                |
| ---- | -------------------- | ----------------------- | ------ | ------ | ------------------- |
| 2006 | Nazar Slyoesartsjoek | Chloptsjyk rock 'n roll | 9      | 58     | Oekraïens           |
| 2007 | Ilona Galitska       | Oerok glamoeroe         | 9      | 56     | Oekraïens           |
| 2008 | Viktoria Petryk      | Matrosy                 | 2      | 135    | Oekraïens           |
| 2009 | Andranik Aleksanjan  | Try topoli, try soermy  | 5      | 89     | Oekraïens           |
| 2010 | Joelia Goerska       | Mii litak               | 14     | 28     | Oekraïens           |
| 2011 | Kristall             | Evropa                  | 11     | 42     | Oekraïens en Engels |
| 2012 | Anastasija Petryk    | Nebo                    | 1      | 138    | Oekraïens en Engels |
| 2013 | Sofija Tarasova      | We are one              | 2      | 121    | Oekraïens en Engels |
| 2014 | Sympho-Nick          | Spring will come        | 6      | 74     | Oekraïens en Engels |
| 2015 | Anna Trintsjer       | Potsjny z sebe          | 11     | 38     | Oekraïens en Engels |
| 2016 | Sofiia Rol           | Planet craves for love  | 14     | 30     | Oekraïens en Engels |
| 2017 | Anastasija Bahinska  | Ne zoepinjaj            | 7      | 147    | Oekraïens en Engels |
| 2018 | Darina Krasnovetska  | Say love                | 4      | 182    | Oekraïens en Engels |
| 2019 | Sofia Ivanko         | The spirit of music     | 15     | 59     | Oekraïens en Engels |
| 2020 | Oleksandr Balabanov  | Vidkrivaj               | 7      | 106    | Oekraïens en Engels |
| 2021 | Olena Oesenko        | Vazjil                  | 6      | 125    | Oekraïens           |
| 2022 | Zlata Dzjoenka       | Nezlamna                | 9      | 111    | Oekraïens en Engels |
| 2023 | Anastasia Dymyd      | Kvitka                  | 5      | 128    | Oekraïens en Engels |
| 2024 | Artem Kotenko        | Hear me now             | 3      | 203    | Oekraïens en Engels |
| 2025 |                      |                         |        |        |                     |

| Kleur | Betekenis      |
| ----- | -------------- |
|       | Eerste plaats  |
|       | Tweede plaats  |
|       | Derde plaats   |
|       | Laatste plaats |
|       | Gastland       |

## Gegeven en gekregen punten
| Plaats | Land        | Punten |
| ------ | ----------- | ------ |
| 1      | Georgië     | 145    |
| 2      | Armenië     | 138    |
| 3      | Rusland     | 96     |
| 4      | Wit-Rusland | 95     |
| 5      | Malta       | 79     |

| Plaats | Land        | Punten |
| ------ | ----------- | ------ |
| 1      | Georgië     | 117    |
| 2      | Wit-Rusland | 96     |
| 3      | Rusland     | 82     |
| 4      | Armenië     | 75     |
| 5      | Malta       | 64     |
| 5      | Polen       | 64     |

## Twaalf punten
(Een vetgedrukte editie betekent dat het land die editie won.)
| Aantal | Land                | Edities                                                |
| ------ | ------------------- | ------------------------------------------------------ |
| 6      | Georgië             | 2008, 2016 (J), 2016 (K), 2017 (J), 2020 (J), 2024 (J) |
| 4      | Armenië             | 2007, 2010, 2012, 2014                                 |
| 2      | Rusland             | 2006, 2009                                             |
| 2      | Verenigd Koninkrijk | 2022 (J), 2023 (J)                                     |
| 1      | Australië           | 2018 (J)                                               |
| 1      | Azerbeidzjan        | 2021 (J)                                               |
| 1      | Kazachstan          | 2019 (J)                                               |
| 1      | Malta               | 2013                                                   |
| 1      | San Marino          | 2015                                                   |
| 1      | Wit-Rusland         | 2011                                                   |

| Aantal | Land            | Edities            |
| ------ | --------------- | ------------------ |
| 2      | Armenië         | 2009, 2012         |
| 2      | Malta           | 2008, 2013         |
| 2      | Polen           | 2018 (J), 2024 (J) |
| 2      | Wit-Rusland     | 2012, 2013         |
| 1      | België          | 2012               |
| 1      | Bulgarije       | 2021 (J)           |
| 1      | Georgië         | 2008               |
| 1      | Israël          | 2012               |
| 1      | Moldavië        | 2012               |
| 1      | Nederland       | 2012               |
| 1      | Noord-Macedonië | 2024 (J)           |
| 1      | Roemenië        | 2008               |
| 1      | Rusland         | 2012               |
| 1      | San Marino      | 2013               |
| 1      | Servië          | 2017 (J)           |
| 1      | Spanje          | 2021 (J)           |
| 1      | Zweden          | 2012               |

## Festivals in Oekraïne

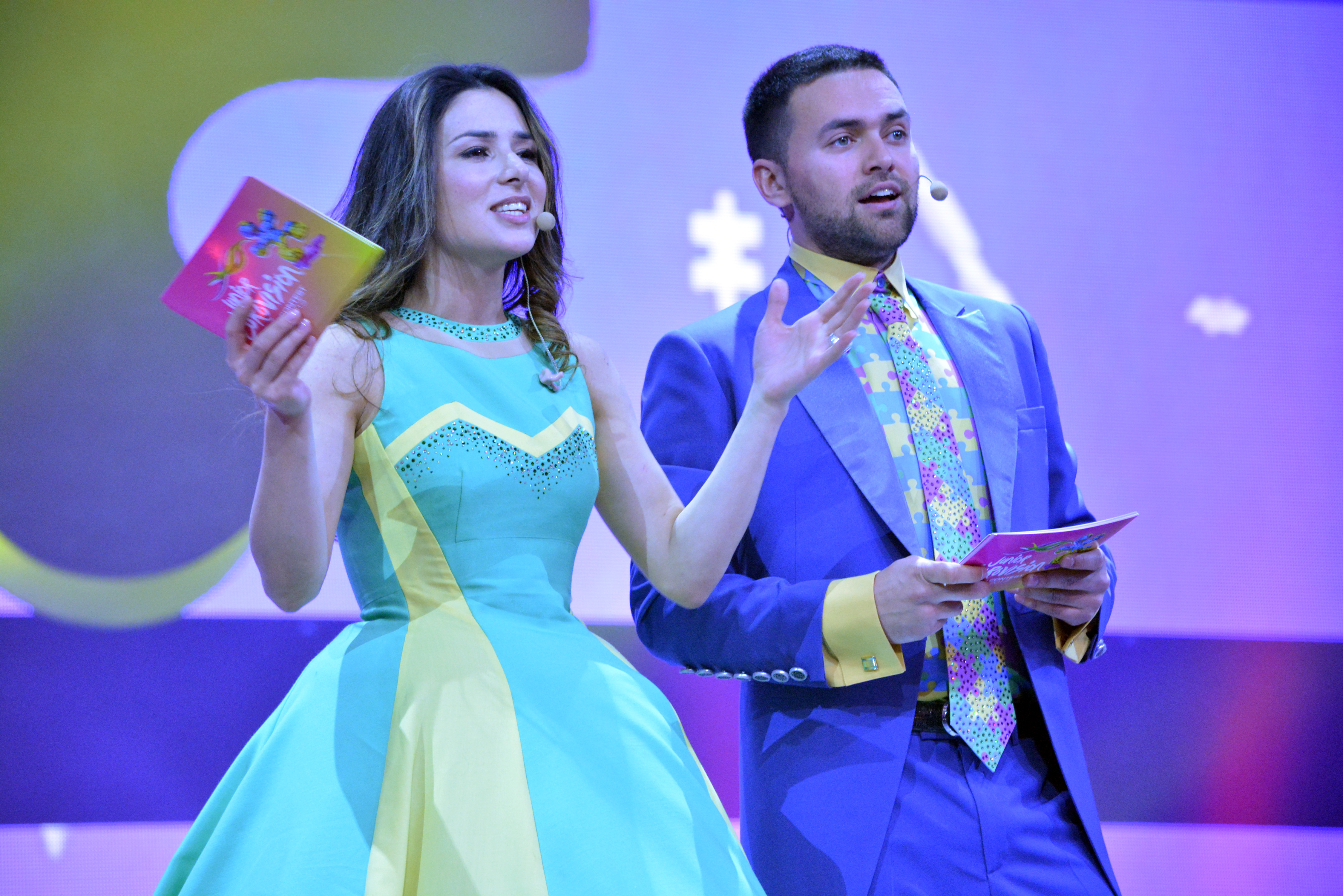
Zlata Ohnevitsj en Timoer Mirosjnytsjenko presenteerden het Junior Eurovisiesongfestival 2013.

| Jaar | Plaats | Zaal           | Presentatoren                             |
| ---- | ------ | -------------- | ----------------------------------------- |
| 2009 | Kiev   | Sportpaleis    | Ani Lorak en Timoer Mirosjnytsjenko       |
| 2013 | Kiev   | Oekraïnapaleis | Zlata Ohnevitsj en Timoer Mirosjnytsjenko |

2006 · 2007 · 2008 · 2009 · 2010 · 2011 · 2012 · 2013 · 2014 · 2015 · 2016 · 2017 · 2018 · 2019 · 2020 · 2021 · 2022 · 2023 · 2024